# Pirargirite
La pirargirite (simbolo IMA: Pyg), nota anche come aerosite o argiritrosio, è un minerale piuttosto comune del gruppo della proustite appartenente alla classe minerale dei "solfuri e solfosali". La sua composizione chimica è Ag3[SbS3] e appartiene strutturalmente ai solfosali con argento e antimonio.

## Etimologia e storia
Fin dal XVI secolo, sebbene sia stato tramandato in diverse forme ortografiche, il nome originale del termine (minerale oro rosso) includeva due minerali differenti, anche se dall'aspetto simile, vale a dire la pirargirite e la proustite. Il minerale è stato chiamato così per il suo sorprendente colore rosso, la sua lucentezza simile a una blenda e il suo alto contenuto di argento di quasi il 60%.
Dal 1789, secondo Abraham Gottlob Werner, è stata fatta una distinzione tra minerale d'oro rosso scuro e chiaro, ma fu solo nel 1804 che il chimico Joseph Proust fu in grado di chiarire attraverso le sue analisi chimiche che i minerali rossi di antimonio (scuro, Ag3SbS3) e arsenico (chiaro, Ag3AsS3) sono due minerali indipendenti.
Nel 1805, Carl Josef Selb diede il sinonimo aerosite a un "minerale d'oro rosso scuro trovato nella miniera d'argento di Kolyvanian in Siberia".
Il termine rubinblenda romboedrica è stato coniato da Friedrich Mohs nel 1824.
Il nome pirargirite per il minerale rosso scuro fu coniato nel 1831 da Ernst Friedrich Glocker utilizzando le due parole greche antiche πῦρ ('pûr', fuoco) e ἄργυρος ('argyros', argento) a causa della sua proprietà di essere in grado di fondere facilmente un granello d'argento davanti al cannello a soffiatura.

## Classificazione
Nella Sistematica dei lapis (Lapis-Systematik) di Stefan Weiß al minerale è stato assegnato il sistema nº II/E.07-20. In questa Sistematica ciò corrisponde alla divisione più precisamente definita dei "solfosali (S:As,Sb,Bi = x)", dove la pirargirite insieme a debattistiite, eckerite, manganoquadratite, proustite, pirostilpnite, quadratite, samsonite e xanthoconite formano un gruppo indipendente ma senza nome.
La 9ª edizione della sistematica minerale di Strunz, valida dal 2001 e aggiornata l'ultima volta dall'Associazione Mineralogica Internazionale (IMA) nel 2024, classifica la pirargirite nella nuova divisione "2.G Solfoarseniuri, solfoantomoniuri, solfobismuturi". Questo è anche ulteriormente suddiviso in base alla struttura cristallina e all'eventuale presenza di zolfo aggiuntivo, in modo che il minerale si trovi nella suddivisione "2.GA Neso-solfoarseniuri, ecc. senza S aggiuntivo" in base alla sua struttura e composizione, dove insieme alla proustite forma il "gruppo della proustite" con il sistema nº 2.GA.05.
Tale classificazione viene mantenuta anche nell'edizione successiva, proseguita dal database "mindat.org" e chiamata Classificazione Strunz-mindat.
Anche la sistematica dei minerali Dana, che viene utilizzata principalmente nel mondo anglosassone, classifica la pirargirite nella classe dei "solfuri e solfosali" e lì nella sottoclasse dei "solfosali". Qui si trova insieme alla proustite nel "gruppo della proustite" che prende il nome da questo minerale con il numero di sistema 03.04.01 all'interno della suddivisione dei "solfosali con il rapporto 3 > z/y e la composizione (A+)i(A2+)j[ByCz], A = metalli, B = semimetalli, C = non metalli".

## Abito cristallino
La pirargirite cristallizza nel sistema trigonale nel gruppo spaziale R3c (gruppo nº 161) con i parametri del reticolo a = 11,04 Å e c = 8,72 Å così come 6 unità di formula per cella unitaria.

## Proprietà
Esposta alla luce, la pirargirite, che inizialmente ha un colore che va dal rosso al rosso scuro, si scurisce nel tempo fino ad apparire quasi nera. Tuttavia, il colore dello striscio rimane rosso ciliegia e quindi consente l'identificazione del minerale, oltre alla sua bassa durezza Mohs di 2,5 e una densità di 5,85 g/cm³.
La pirargirite contiene principalmente argento (59,75%), antimonio (22,48%) e zolfo (17,76%). L'arsenico può anche essere contenuto in casi isolati.
Tra la pirargirite e la relativa proustite (Ag3[AsS3]) è presente una serie di cristalli misti senza lacune fino a una temperatura minima di 360 °C.
La pirargirite è solubile in acido nitrico (HNO3) con separazione di zolfo e ossido di antimonio(III) (Sb2O3); è completamente solubile anche in acido cloridrico (HCl) e idrossido di potassio (KOH).

## Origine e giacitura
La pirargirite si forma spesso in idrotermale. La paragenesi è soprattutto con argento, stephanite e acantite. Cristalli di pirargirite ragguardevoli si possono trovare in alcuni giacimenti tedeschi, in particolare a Sankt Andreasberg, a Freiberg e in altri luoghi dei Monti Metalliferi sassoni. Notevoli reperti provengono dalla Slovacchia, dalla Boemia, dalla Romania, dalla Spagna.
In Italia si sono trovati splendidi cristalli nella galena della miniera Borghesino & Fontane, nel comune di Roburent, in provincia di Cuneo; Si trova anche nelle miniere abbandonate di Baccu Arrodas, a Muravera, in provincia di Cagliari, e di Giovanni Bonu a San Vito, in provincia di Cagliari; inoltre in masserelle dentro la calcite nella miniera di Monte Narba, a San Vito, in provincia di Cagliari. Infine si rinviene anche nella miniera di Correboi, a Villagrande Strisaili, in provincia di Nuoro. Ci sono stati anche ritrovamenti in Liguria, Piemonte, Lombardia e Friuli Venezia-Giulia, oltre che la Toscana.
Oggi, i cristalli più belli del minerale si trovano in Sud America e Centro America.
In Messico si trovano occasionalmente pseudomorfosi d'argento (a Zacatecas) o di acantite (a Guanajuato) in pirargirite.
Altre località includono varie regioni in Australia, Cina e Canada; Hokkaidō, Honshū e Kyūshū in Giappone; Carinzia, Salisburghese, Stiria e Tirolo in Austria e varie regioni degli Stati Uniti. Un totale di circa 1300 siti sono considerati noti finora (a partire dal 2012).

## Forma in cui si presenta in natura
La pirargirite di solito sviluppa cristalli prismatici o romboedrici, ma si trova anche sotto forma di aggregati granulari o massicci di colore da rosso scuro a grigio-nero. I cristalli di pirargirite, che di solito sono solo traslucidi o completamente opachi, mostrano una lucentezza di diamante sulle superfici cristalline. A seconda della direzione della scissione, la scissione è distinta {1011} a molto indistinta secondo {0112}.